# Symphlebia geertsi
Symphlebia geertsi là một loài bướm đêm thuộc phân họ Arctiinae, họ Erebidae.